# Centraldispensär
Centraldispensär var en öppenvårdsmottagning för kontroll av tuberkulos. Har numera ersatts av lungmottagningar vid sjukhusen.
Enligt tuberkulosförordningen 1939 (SFS nr 113) var varje läkare skyldig att anmäla tuberkulosfall, även dödsfall, till distriktsdispensären i distriktet där den sjuke hörde hemma. Register över anmälda fall fördes både vid distrikt- och centraldispensärer.